# کوکوباسیل

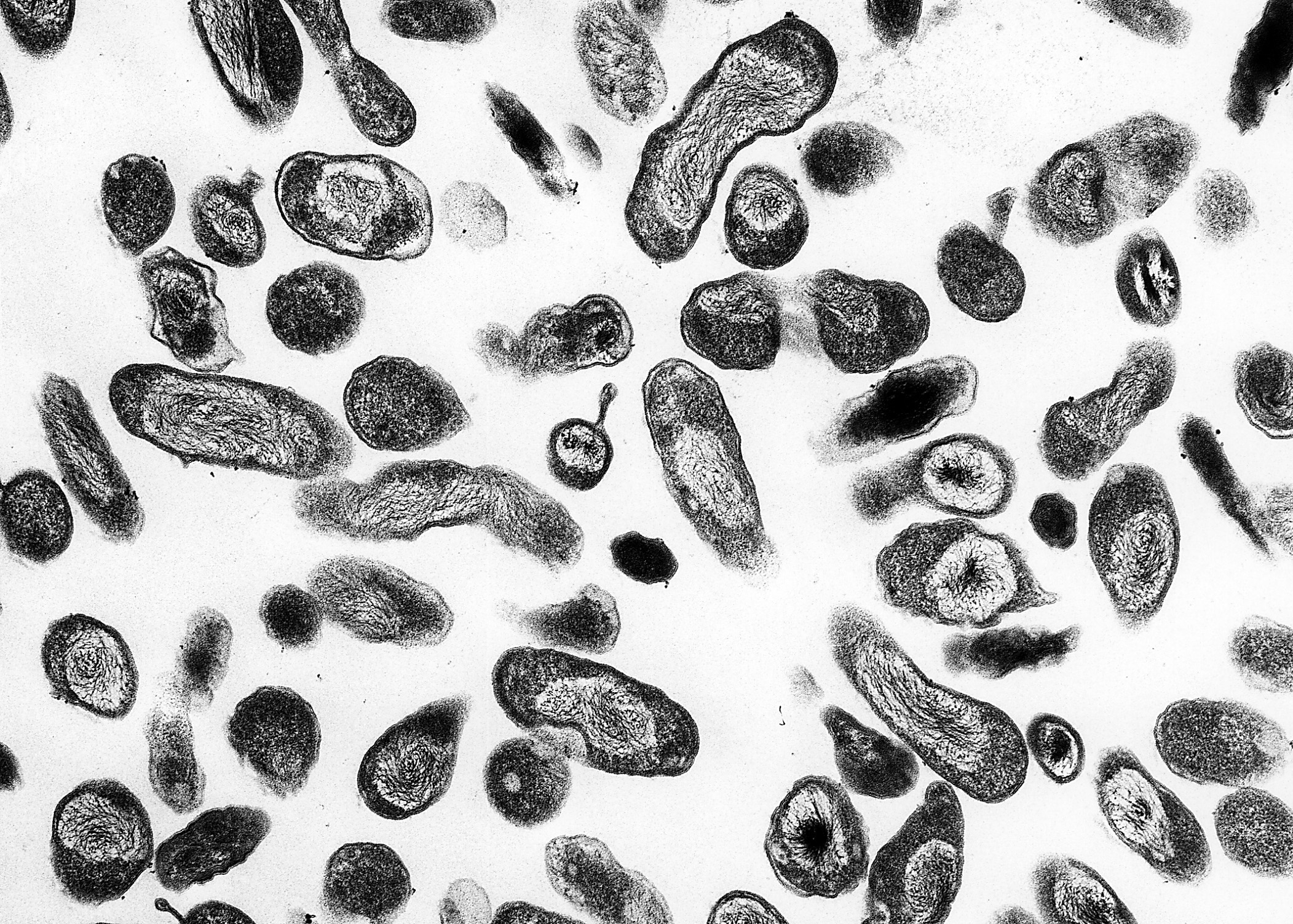

کوکو باسیل (انگلیسی: Cocobacillus)نوعی باکتری هستند که از لحاظ شکل میان دسته کوکسی‌ها (کروی شکل) و باسیل‌ها (میله ای شکل) طبقه‌بندی می‌شوند. کوکوباسیل‌ها اما به شکل میله‌های بسیار کوتاه می‌باشند که ممکن است با کوکسی‌ها اشتباه گرفته شوند.
هموفیلوس آنفلوآنزا، گاردنِرِلا واژینالیس و کلامیدیا تراکوماتیس از این دسته می‌باشند.